# Amfiteatre de Pula
L'amfiteatre de Pula, també anomenat Arena segons la denominació veneciana per la sorra que cobria l'espai interior, ocupa un turó que s'alça per sobre del port de la ciutat de Pula, a Croàcia. Data del segle i i és un dels més ben conservats i el sisè més gran dels que han arribat fins als nostres dies.
De 132 x 105 m, el mur que l'envolta presenta tres nivells de voltes i un quart amb finestres quadrades; tot plegat arriba als 32,5 m d'alçada. Per a la paret exterior s'utilitzava pedra calcària. El camp per als jocs feia 68 x 42 m i tenia un total de 15 portes. En la construcció original hi havia subterranis des dels quals els animals i els gladiadors s'alçaven amunt a través d'aparells elevadors. Sota la graderia, amb una capacitat per a 25.000 persones i de la qual se'n conserven diverses fileres, hi havia les provisions i botigues. Cada torre tenia dos dipòsits que alimentaven una font amb aigua perfumada. Com a originalitat, compta amb quatre torres exteriors d'accés.
Es va construir en el moment en què la ciutat de Pula es convertia en un centre regional sota domini romà, l'anomenada Pietas Julia. L'amfiteatre es va fer primer de fusta durant el regnat d'August (2-14). La construcció de la versió de pedra començava probablement sota el regnat de Claudi, i fou acabat sota el de Titus (fins a 81). Aquesta hipòtesi ha estat confirmada pel descobriment d'una moneda vespasiana a l'interior.

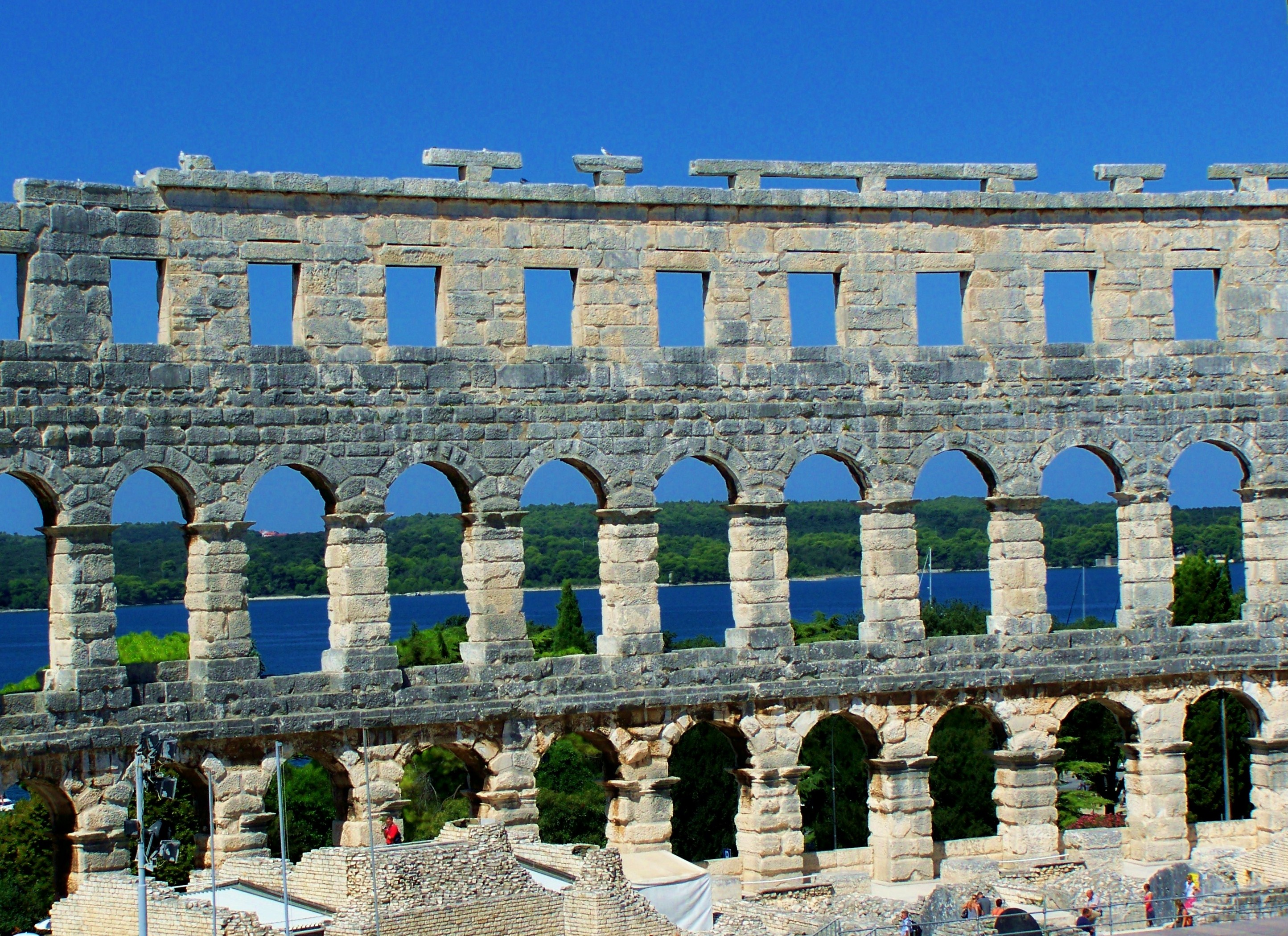
L'amfiteatre de Pula

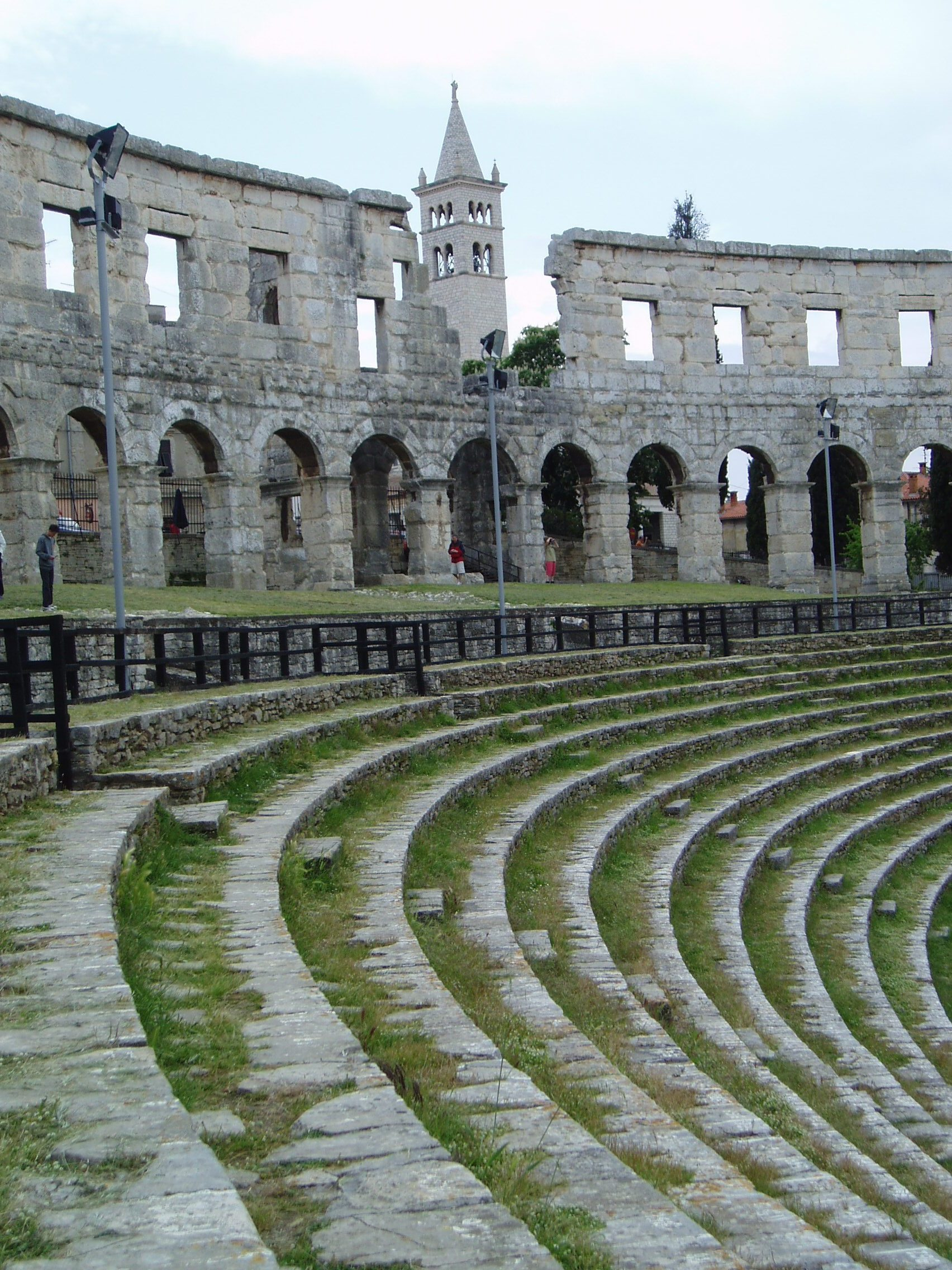
L'interior

Sant Germà hi va ser martiritzat l'any 284. L'amfiteatre es va utilitzar fins al segle v, quan l'emperador Honori prohibia els jocs sagnants i els combats de gladiadors. Les baralles contra animals salvatges, tanmateix, no foren prohibides fins al 681: fins a aquesta data, l'espectacle podia ser realitzat per condemnats a mort. De tota manera, a partir del segle v l'amfiteatre començava a ser desmantellat i les seves pedres utilitzades pels ciutadans per a construir les seves pròpies cases. Al segle xiii, el patriarca d'Aquileia prohibia qualsevol trasllat de pedres des de l'Arena. És probable que la construcció romangués bastant intacta fins al segle següent.
A l'edat mitjana l'interior era utilitzat per a fires i torneigs dels cavallers de l'orde de Sant Joan de Jerusalem. El 1583 el Senat Venecià proposava desmuntar peça a peça l'Arena per reconstruir-la exactament dins de Venècia, però finalment es va desestimar. L'última operació de desmantellament és de l'any 1709, en què els seus carreus s'utilitzaren per als fonaments del campanar de la catedral de la ciutat.
El 1816 l'Arena era restaurada per l'arquitecte de Ticino Pietro Nobile, per encàrrec de l'emperador Francesc I d'Àustria.
Avui s'utilitza com a teatre de concerts i és la seu del festival de cinema.